# Balón de Oro 1976

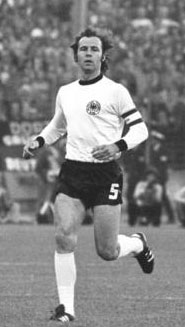
Franz Beckenbauer, ganador del Balón de Oro

La edición de 1976 del Balón de Oro, 21.ª edición del premio de fútbol creado por la revista francesa France Football, fue ganada por el alemán Franz Beckenbauer (Bayern Munich).
El jurado estuvo compuesto por 26 periodistas especializados, de cada una de las siguientes asociaciones miembros de la UEFA: Alemania Occidental, Alemania Oriental, Austria, Bélgica, Bulgaria, Checoslovaquia, Dinamarca, España, Finlandia, Francia, Grecia, Hungría, Inglaterra, Irlanda, Italia, Luxemburgo, Noruega, Países Bajos, Polonia, Portugal, Rumanía, Suecia, Suiza, Turquía, Unión Soviética y Yugoslavia.
El resultado de la votación fue publicado en el número 1603 de France Football, el 28 de diciembre de 1976.

## Sistema de votación
Cada uno de los miembros del jurado elige a los que a su juicio son los cinco mejores futbolistas europeos. El jugador elegido en primer lugar recibe cinco puntos, el elegido en segundo lugar cuatro puntos y así sucesivamente.
De esta forma, se repartieron 390 puntos, siendo 130 el máximo número de puntos que podía obtener cada jugador (en caso de que los 26 miembros del jurado le asignaran cinco puntos).

## Clasificación final
| Puesto | Jugador             | Equipo                           | Votos | Votos | Votos | Votos | Votos | Votos | Puntos |
| Puesto | Jugador             | Equipo                           | 1º    | 2º    | 3º    | 4º    | 5º    | Total | Puntos |
| ------ | ------------------- | -------------------------------- | ----- | ----- | ----- | ----- | ----- | ----- | ------ |
| 1º     | Franz Beckenbauer   | Bayern Múnich                    | 14    | 3     | 2     | 1     | 1     | 21    | 91     |
| 2º     | Rob Rensenbrink     | Anderlecht                       | 6     | 6     | 5     | 1     | 4     | 22    | 75     |
| 3º     | Ivo Viktor          | Dukla Praga                      | 4     | 7     |       | 1     | 2     | 14    | 52     |
| 4º     | Kevin Keegan        | Liverpool                        |       | 2     | 5     | 4     | 1     | 12    | 32     |
| 5º     | Michel Platini      | Nancy                            | 1     | 2     |       | 2     | 2     | 7     | 19     |
| 6º     | Anton Ondruš        | Slovan Bratislava                |       |       | 2     | 4     | 2     | 8     | 16     |
| 7º     | Johan Cruyff        | Barcelona                        |       | 1     | 2     | 1     |       | 4     | 12     |
|        | Ivan Ćurković       | Saint-Étienne                    |       | 1     | 2     |       | 2     | 5     | 12     |
| 9º     | Rainer Bonhof       | Borussia Mönchengladbach         |       | 1     | 1     | 1     |       | 3     | 9      |
|        | Gerd Müller         | Bayern Múnich                    |       | 1     | 1     | 1     |       | 3     | 9      |
|        | Marián Masný        | Slovan Bratislava                |       | 1     |       | 2     | 1     | 4     | 9      |
| 12º    | Franco Causio       | Juventus                         |       |       | 2     |       | 1     | 3     | 7      |
| 13º    | Berti Vogts         | Borussia Mönchengladbach         |       |       | 1     | 1     | 1     | 3     | 6      |
| 14º    | Tibor Nyilasi       | Ferencváros                      | 1     |       |       |       |       | 1     | 5      |
| 15º    | Jaroslav Pollák     | Košice                           |       | 1     |       |       |       | 1     | 4      |
|        | Roberto Bettega     | Juventus                         |       |       | 1     |       | 1     | 2     | 4      |
|        | Jürgen Croy         | Sachsenring Zwickau              |       |       | 1     |       | 1     | 2     | 4      |
|        | Dudu Georgescu      | Dinamo Bucarest                  |       |       |       | 2     |       | 2     | 4      |
| 19º    | Joachim Streich     | Magdeburg                        |       |       | 1     |       |       | 1     | 3      |
|        | Oleg Blojín         | Dinamo Kiev                      |       |       |       | 1     | 1     | 2     | 3      |
| 21º    | Gérard Janvion      | Saint-Étienne                    |       |       |       | 1     |       | 1     | 2      |
|        | Dieter Müller       | Colonia                          |       |       |       | 1     |       | 1     | 2      |
|        | Santillana          | Real Madrid                      |       |       |       | 1     |       | 1     | 2      |
|        | Benny Wendt         | Colonia / Tennis Borussia Berlín |       |       |       | 1     |       | 1     | 2      |
|        | Dominique Rocheteau | Saint-Étienne                    |       |       |       |       | 2     | 2     | 2      |
| 26º    | Dominique Bathenay  | Saint-Étienne                    |       |       |       |       | 1     | 1     | 1      |
|        | Ali Cemal           | Trabzonspor                      |       |       |       |       | 1     | 1     | 1      |
|        | Jupp Heynckes       | Borussia Mönchengladbach         |       |       |       |       | 1     | 1     | 1      |
|        | Dino Zoff           | Juventus                         |       |       |       |       | 1     | 1     | 1      |

## Curiosidades
- Primera de las 11 veces consecutivas que Michel Platini aparece en la clasificación final del Balón de Oro.
- Última de las 12 veces consecutivas que Franz Beckenbauer aparece en la clasificación final del Balón de Oro.